# LNER-Klasse D49
Die Dampflokomotiven der Klasse D49 der britischen Bahngesellschaft London and North Eastern Railway (LNER) wurden in den Jahren 1927 bis 1935 beschafft.  Die Schlepptenderlokomotiven mit der Achsfolge 2’B nach einem Entwurf des LNER-Chefingenieurs Nigel Gresley waren für leichte und mittelschwere Expresszüge vorgesehen. Sie zählten zu den letzten mit dieser Achsfolge beschafften Dampflokomotivserien. Die letzten Exemplare wurden 1961 ausgemustert, eine Maschine ist erhalten geblieben. 

## Geschichte
Nach Gründung der LNER im Jahr 1923 infolge des Railways Act 1921 stand zunächst die Beschaffung leistungsfähiger Lokomotiven für die schweren Expresszüge auf dem LNER-Netz, insbesondere für die wichtige East Coast Main Line (ECML) zwischen London und Edinburgh, im Vordergrund. Nigel Gresley hatte noch als Chefingenieur der Great Northern Railway (GNR), einer der in der LNER aufgegangenen Gesellschaften die zunächst als A1 eingeordnete spätere LNER-Klasse A3 entworfen. Nachdem von dieser eine ausreichende Stückzahl für die LNER beschafft worden war, rückten die weniger bedeutenden Expresszugleistungen in den Fokus von Gresleys Planungen. Die von den Vorgängergesellschaften North Eastern Railway (NER) und North British Railway (NBR) übernommenen älteren Atlantics reichten hierfür nicht mehr aus, die neuen A1 wiesen eine für viele Strecken nicht zulässige Achslast auf.
Ab 1925 entstand daher in den LNER-Werkstätten in Darlington ein Entwurf für eine leistungsfähige Expresszuglokomotive für mittelschwere und leichte Züge. Die Zeichnungen wurden im Februar 1926 abgeschlossen und im Oktober 1927 rollte das erste Exemplar der neuen Klasse aus den Werkstätten in Darlington. Ungewöhnlich war die zu dieser Zeit ansonsten bei neuen Konstruktionen kaum mehr gebräuchliche Achsfolge 2’B (American), die D49 waren auch die letzte LNER-Klasse mit dieser Achsfolge. Wie fast alle seine Entwürfe für die LNER ließ Gresley die D49 als Dreizylindermaschine mit seiner patentierten Gresley-Steuerung für den Mittelzylinder ausführen.
Zwischen 1927 und 1935 verließen insgesamt 76 Exemplare der D49 in drei sich leicht unterscheidenden Varianten die LNER-Werkstätten. Zunächst entstanden bis 1929 28 Stück der Klasse D49/1, die herkömmliche Kolbenschieber und Walschaerts-Steuerung für die Außenzylinder besaßen. Alle folgenden Lokomotiven erhielten Ventilsteuerungen nach dem System des deutschen Ingenieurs Hugo Lentz. Zunächst entstanden sechs Stück, die eine Lentz-Steuerung mit oszillierender Nockenwelle erhielten, gefolgt von 42 Lokomotiven mit rotierender Nockenwelle. Erstere wurden als D49/3 eingeordnet, letztere als D49/2. Die Steuerung mit oszillierender Nockenwelle bewährte sich nicht – die sechs Stück der Klasse D49/3 wurden daher 1938 in Lokomotiven mit Kolbenschiebern und herkömmlicher Walschaerts-Steuerung umgebaut und der Klasse D49/1 zugeordnet. 1942 ließ Gresleys Nachfolger Edward Thompson eine Maschine mit dem Ziel einer Vereinfachung umbauen. Statt der bisherigen drei Zylinder erhielt die Lokomotive Nr. 365 zwei Innenzylinder. Der Umbau der als Klasse D eingeordneten Maschine war jedoch kein Erfolg, weitere Umbauten blieben aus. Sie wurde 1952 nach einem schweren Unfall ausgemustert.
Die Lokomotiven wurden nach Auslieferung von der LNER vor allem in Schottland und auf dem Netz der ehemaligen NER eingesetzt. Nach Schottland kamen zunächst 25 Maschinen, die vor allem in Edinburgh, Dundee und Carlisle stationiert wurden, weitere in Thornton und Perth. Überwiegend bespannten sie wie vorgesehen Expresszüge, aber auch häufiger haltende Personenzüge. Die Lokomotiven der Depots in Edinburgh und Carlisle bewährten sich auf der anspruchsvollen Waverley Line, aufgrund ihres rauen Fahrverhaltens und des zugigen Führerstands waren sie bei den LNER-Personalen dennoch nicht besonders beliebt. Die LNER ertüchtigte ihre Hauptstrecken in den Vorkriegsjahren schrittweise für höhere Achslasten, was dazu führte, dass die D49 ihre Expresszugleistungen teilweise an die A3 abgeben mussten und vermehrt Personenzüge und teils auch Güterzüge übernahmen. Im ehemaligen NER-Netz kamen die D49 zunächst vor allem nach York, Leeds und Hull, in den Folgejahren auch nach Gateshead und Scarborough. Sie bespannten dort vor allem schnelle Personenzüge auf kürzeren Laufwegen, in den Kriegsjahren aber auch schwere Leistungen und Güterzüge.
British Railways änderte zunächst wenig an der Stationierung und dem Einsatz der D49. Sie wurden jedoch durch die in großen Stückzahlen ausgelieferte LNER-Klasse B1 in nachrangige Leistungen verdrängt, in manchen Depots, etwa in Selby, verblieben ihnen im Wesentlichen noch Leistungen im Güterverkehr, vor allem vor Kohlenzügen. Ab 1957 wurden die Maschinen der Klasse planmäßig ausgemustert, die letzte Maschine stellte British Railways im Juli 1961 ab.

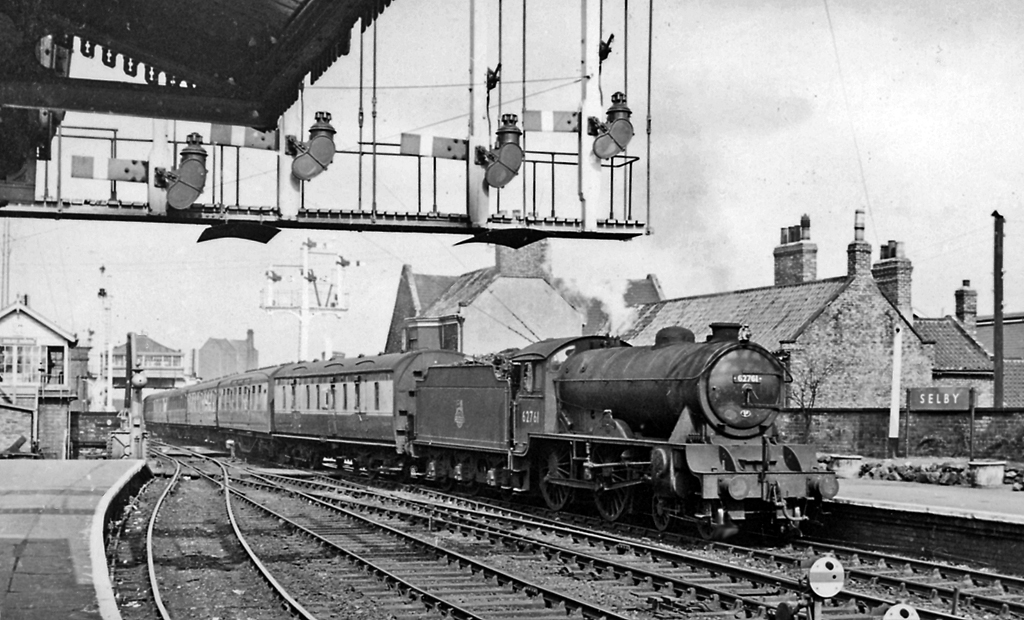
Lokomotive 62761 The Derwent 1957 im Bahnhof von Selby
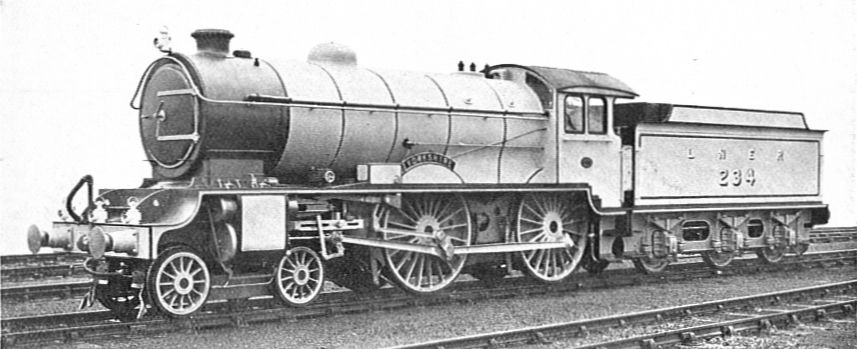
Lokomotive 234 Yorkshire kurz nach der Auslieferung 1928 im Fotoanstrich
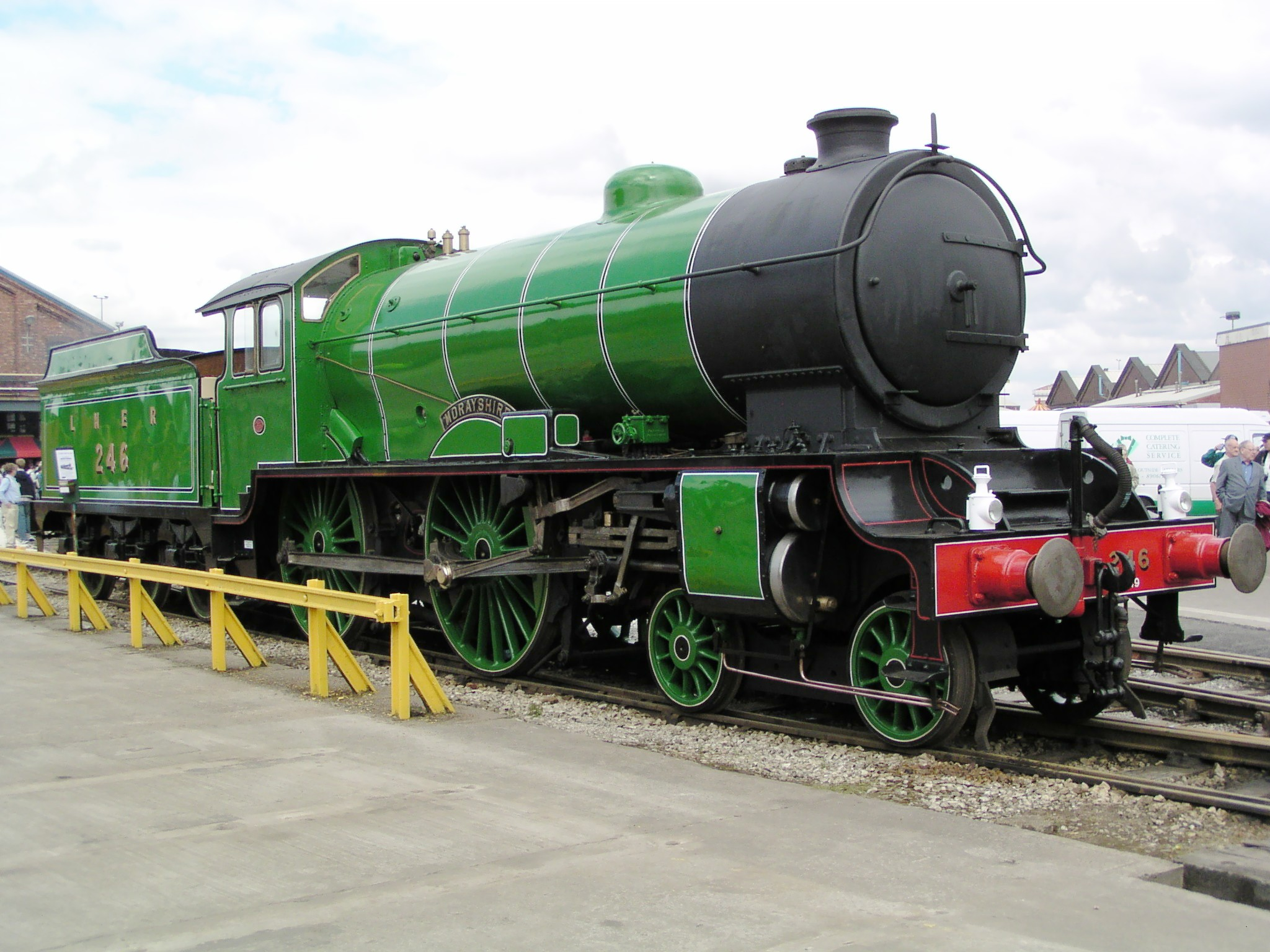
LNER 246 Morayshire auf einer Ausstellung 2014 in Doncaster
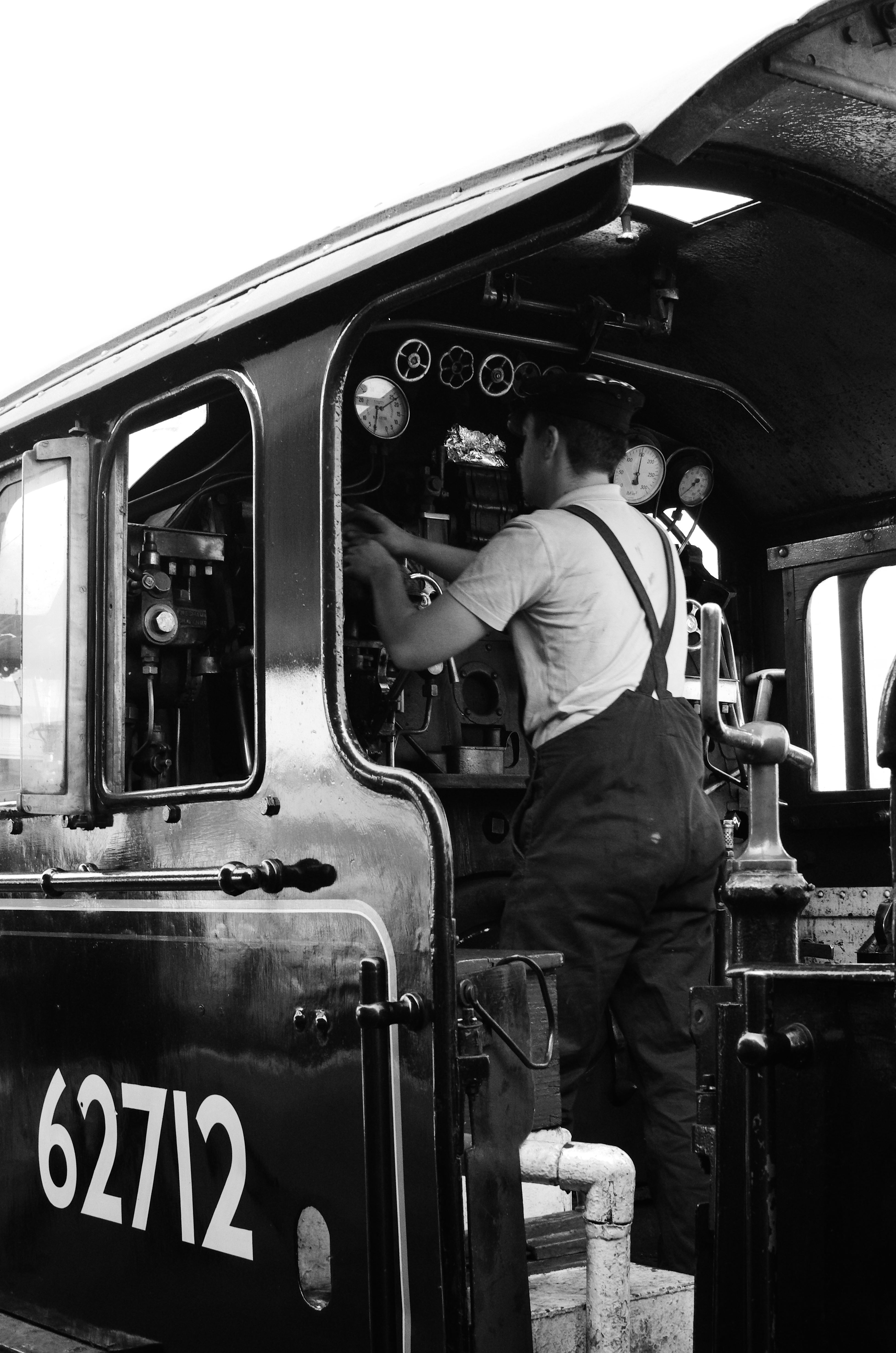
Blick in den Führerstand der Lokomotive 246 Morayshire

## Namensgebung
Die D49/1-Maschinen wie auch die sechs D49/3 erhielten Namen von englischen und schottischen Grafschaften (in beiden Ländern als Shire bezeichnet), sie wurden daher auch als Shires oder Shire class bezeichnet. Für die D49/2 wählte die LNER Namen von Fuchsjagden, was zur Bezeichnung als Hunt class führte. Die gesamte Klasse wurde daher als Shire/Hunt Class bezeichnet.

## Technische Merkmale
Im Unterschied zu den meisten anderen seiner Personen- und Expresszuglokomotiven verzichtete Gresley bei der D49 auf eine Nachlaufachse und musste daher auch auf die für seine Entwürfe sonst übliche breite Feuerbüchse verzichten. Der Entwurf führte im Übrigen bisherige Praktiken der LNER-Vorgänger zusammen. So waren entsprechend der Praxis der früheren NER die Dampfleitungen zu den Zylindern nach innen gelegt worden, die drei Zylinder wurden zudem in einem gemeinsamen Gussstück hergestellt, wie zuvor schon bei den Atlantics der NER-Klasse Z (LNER-Klasse C7) praktiziert. Der GNR-Praxis entsprachen neben der Gresley-Steuerung die Größe der Treibräder, während die Laufräder wiederum der frühere Standard der NER waren.
Die Kessel waren mit denen der LNER-Klasse J39 identisch, von der Möglichkeit des Kesseltauschs wurde jedoch nur selten Gebrauch gemacht. Ein Teil der Kessel war von Robert Stephenson & Co. zugeliefert worden. 
Auffällig sind die unterschiedlichen Steuerungen. Während die D49/1 mit herkömmlicher Walschaerts-Steuerung ausgeliefert wurden, erhielten die D49/2 und D49/3 Lentz-Ventilsteuerungen in zwei Ausführungen. Ursprünglich sollten die D49/2 Verbundsteuerungen nach einem System des britischen Ingenieurs Walter M. Smith (1842–1906) erhalten. Nach Verhandlungen mit der Lentz-Gesellschaft erteilte Gresley den Auftrag für zunächst sechs Maschinen, die eine Lentz-Steuerung mit oszillierender Nockenwelle erhielten, die über eine herkömmliche Walschaerts-Steuerung angesteuert wurde. Jeder Zylinder erhielt vier auf- und abgehende Ventile, die in einzelnen Ventilkästen auf der Oberseite der Zylinder untergebracht waren, mit Ein- und Auslassventil an jedem Ende. Diese Steuerung bewährte sich jedoch nicht sonderlich gut, so dass Gresley stattdessen für die nächsten Maschinen eine modifizierte Version der Lentz-Steuerung in Auftrag gab. Bei dieser erfolgte die Ansteuerung über eine rotierende Nockenwelle, die quer über den Zylinderblock lief und alle Einlass- und Auslassventile der drei Zylinder betätigte.

## Erhaltene Maschinen

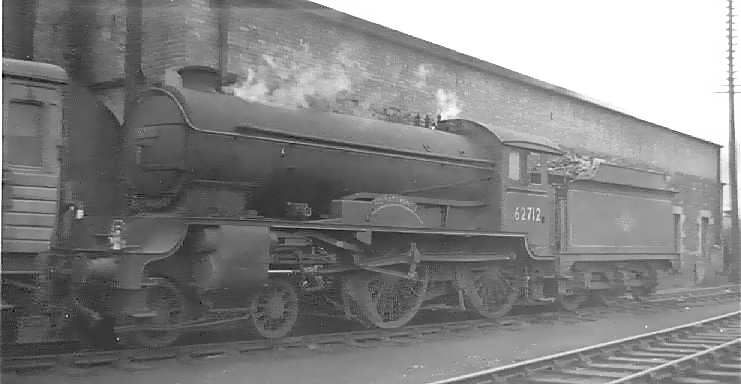
62712 „Morayshire“ um 1960 in Hawick

Lediglich eine Maschine, die später bei British Railways als 62712 eingeordnete Nr. 246 „Morayshire“ der LNER, benannt nach der traditionellen schottischen Grafschaft Morayshire, ist erhalten geblieben. Die 1928 erbaute Lokomotive war während ihres gesamten aktiven Diensts in schottischen Depots stationiert, beginnend mit Dundee. Zuletzt war sie im Depot von Hawick in den Scottish Borders stationiert, wo sie als letzte D49 ausgemustert wurde. Nach ihrer Ausmusterung wurde sie noch bis 1962 als stationärer Dampferzeuger in Edinburgh verwendet.
Seit 1966 gehört die Lokomotive dem Royal Museum, das seit 1998 Teil des National Museum of Scotland ist. Als Leihgabe ist die Lokomotive in der Obhut der Scottish Railway Preservation Society. Nach ihrer Ausmusterung wurde sie zunächst überholt und bis 1983 für Sonderzüge und auf Museumsbahnen eingesetzt. Nach einer längeren Abstellung und erneuten Untersuchung kam sie von 2003 bis 2015 bei der schottischen Museumsbahn Bo’ness and Kinneil Railway zum Einsatz. Seitdem ist sie abgestellt und soll nach abgeschlossener Untersuchung wieder fahrfähig werden.